# Agabus aubei
Agabus aubei là một loài bọ cánh cứng trong họ Bọ nước. Loài này được Perris miêu tả khoa học năm 1869.